# Musée Rahmi M. Koç
Le Musée Rahmi M. Koç est un musée industriel privé à Istanbul, en Turquie, consacré à l'histoire des transports, de l'industrie et des communications. Mustafa Rahmi Koç, membre de la dynastie la plus riche de Turquie et président à la retraite (actuellement président honoraire) de la Koç Holding, a fondé le musée en 1991, qui a ouvert ses portes le 13 décembre 1994. Le musée est situé dans la banlieue de Hasky sur la rive nord de la Corne d'Or et situés dans deux bâtiments historiques reliés l'un à l'autre. Il est ouvert au public tous les jours sauf le lundi.
Musée jumeau, mais de taille plus petite, le Musée Çengelhan Rahmi M. Koç a ouvert ses portes à Ankara en 2005, suivi d'un troisième musée Rahmi M. Koç sur l'île de Cunda en 2014.

## Historique
Une visite de Rahmi Koç au Musée Henry Ford à Dearborn au Michigan l'a inspiré pour créer ce musée. La Fondation Koç a acheté le premier bâtiment du musée en 1991, qui a été laissé à l'abandon et gravement endommagé après un incendie de toit en 1984. Ce bâtiment (en turc : Lengerhane), avait été utilisé pour couler des ancres et des chaînes pour la Marine ottomane, pendant le règne du sultan Ahmed III (1703-1730). Il a été restauré sous le règne de Sélim III (1789-1807) avant de passer aux mains du ministère des Finances de l'Empire ottoman. À l'époque républicaine, la Société du Monopole d'Etat et des Tabacs utilisa ensuite le bâtiment comme entrepôt jusqu'en 1951. La Fondation Koç consacra deux ans et demi aux travaux de restauration de ce monument historique .

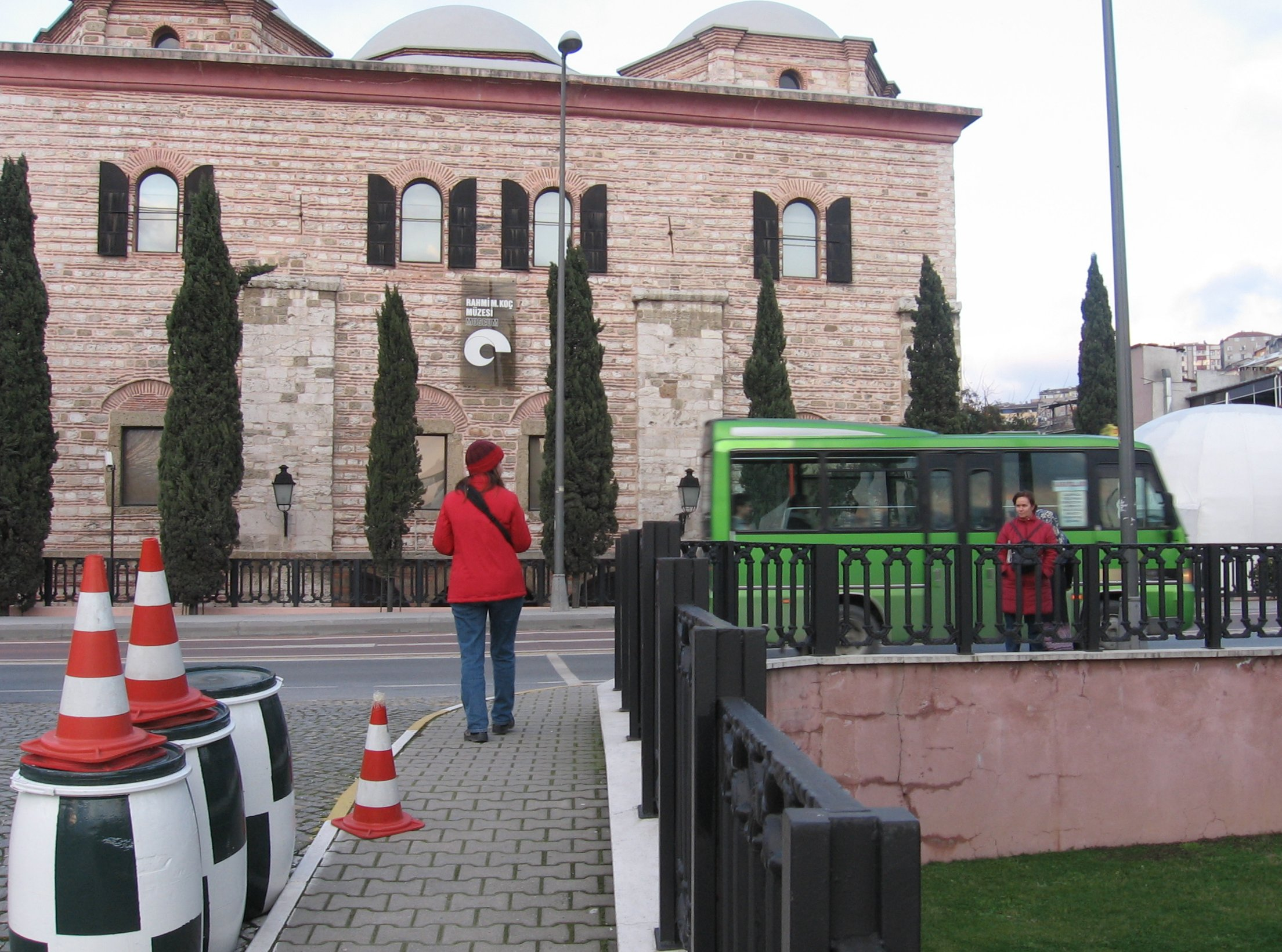
Lengerhane

En juillet 2001, le musée a ouvert un nouveau bâtiment pour améliorer l'exposition de sa collection d'artefacts industriels et scientifiques, acheté en 1996. Cette nouvelle section était un chantier naval historique désaffecté, fondé en 1861 par la compagnie maritime ottomane Şirket-i Hayriye pour les travaux d'entretien et de réparation de ses propres navires.
Les deux bâtiments sont sur la même route, sur des côtés opposés : la partie chantier naval du complexe se trouve sur les rives de la Corne d'Or. Une rampe vitrée mène à l'espace d'exposition du sous-sol de la Lengerhane.

## Expositions permanentes
La plupart des objets exposés dans le musée sont sélectionnés dans la collection privée de Rahmi M. Koç. D'autres objets sont soit empruntés, soit donnés par divers organismes et individus. Machines originales et leurs répliques, objets scientifiques et mécaniques constituent la base des expositions du musée.

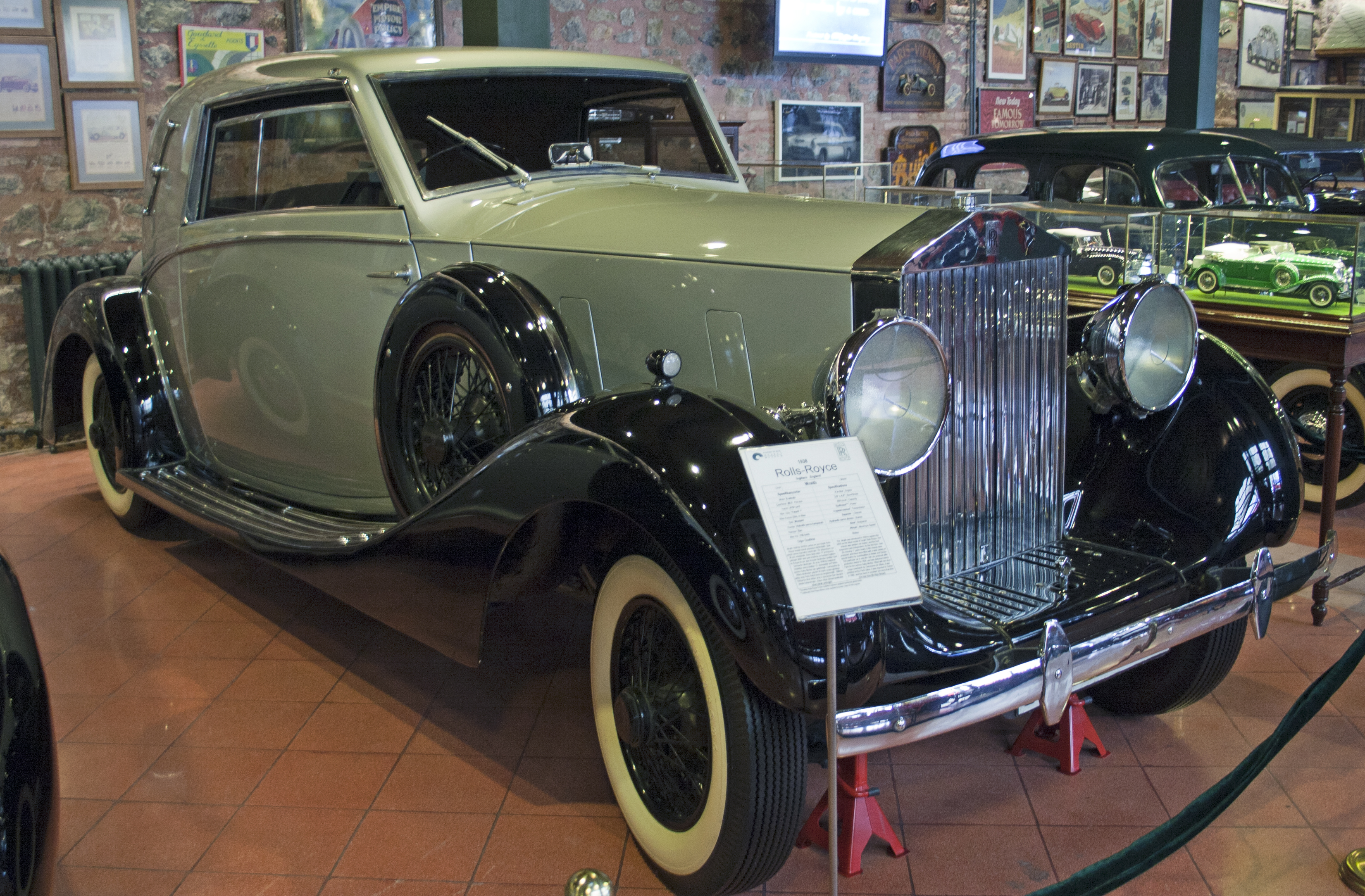
Rolls-Royce coupé de 1938

- Transport routier : Voitures de course, voitures de sport (entre 1953 et 1986), berlines/coupés et cabriolets (1898 à 1994), véhicules utilitaires (1911 à 1963), véhicules utilitaires (1908 à 2002), motos (1908 à 2003) ,

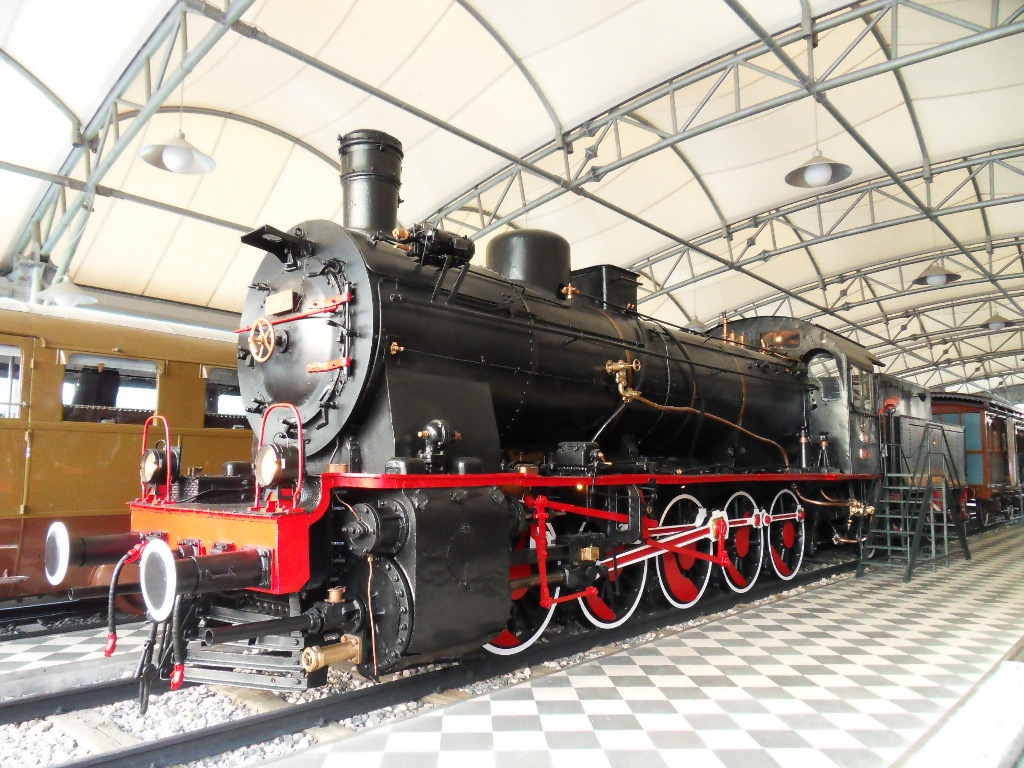
Locomotive à vapeur

- Transport ferroviaire : ancien tramway d'Istanbul (1934), wagon du Sultan (1867), locomotive à vapeur (1913), locomotive à vapeur à voie étroite (1930), wagon du Istanbul Tünel (1876), locomotive à vapeur Henschel (1918),

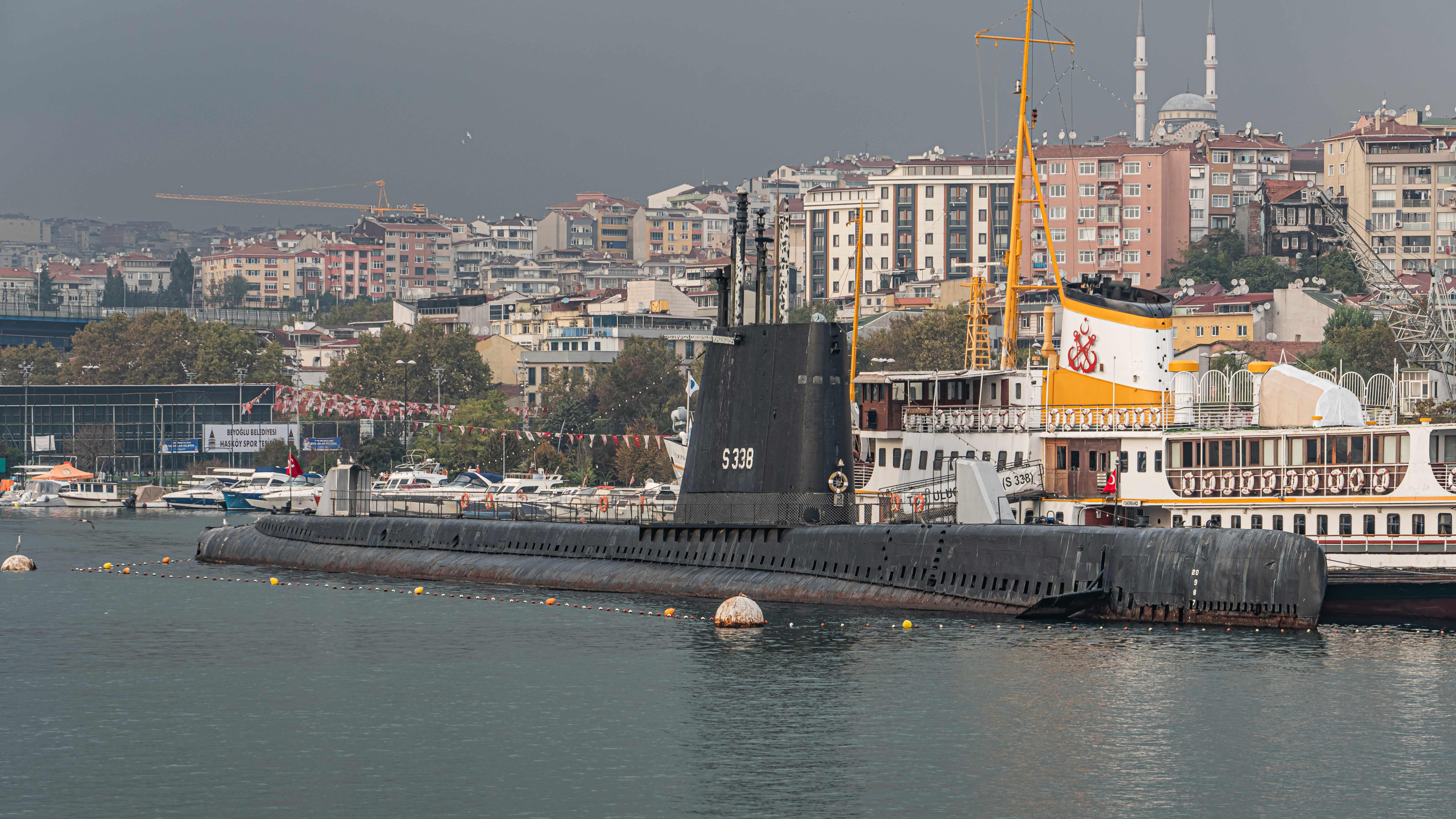
TCG Uluçalireis (S 338) amarré devant le musée

- Marine : Cargo, bateau à moteur, canot de sauvetage (1951), ferry-boat à passagers du Bosphore Fenerbahçe[1], moteur hors-bord de collection, voiture amphibie (1961), sous-marin (1944) : TCG Uluçalireis (S 338) (ancien USS Thornback (SS-418) de classe Tench [2]), Kismet (le sloop de Sadun Boro avec lequel il a fait le tour du monde avec lui en tant que premier marin turc[3],
- Aviation : Avions (1941 à 1979), collection de pièces d'aviation, moteurs d'avions (1928 à 1979), modèles d'avions à grande et petite échelle,
- Ingénierie : machine à vapeur de ferry-boat (1911), usine d'huile d'olive, machine à vapeur stationnaire portable (1872), machine à gaz, scie à bois, machine à vapeur marine composée (1900),
- Communication : téléphone à cadran rotatif (1920), phonographe (1903), modèle de brevet de télégraphe Thomas Edison (1876), amplificateur à valve (1936), zootrope (1835),
- Instruments scientifiques : machine de Wimshurst, grand planétaire, chronomètre de marine, horloge à tourelle de Strasbourg,

## Galerie

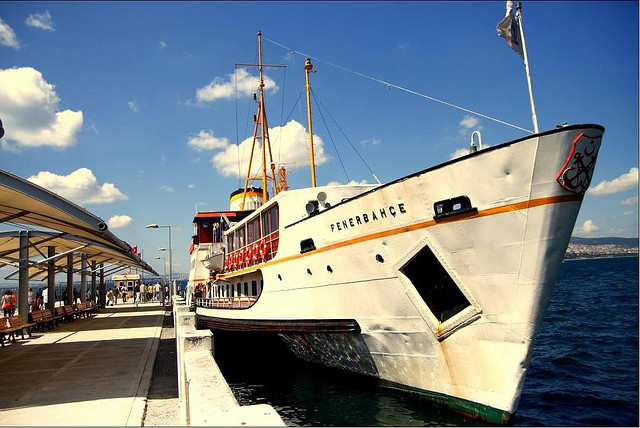
Ferry à vapeur Fenerbahçe
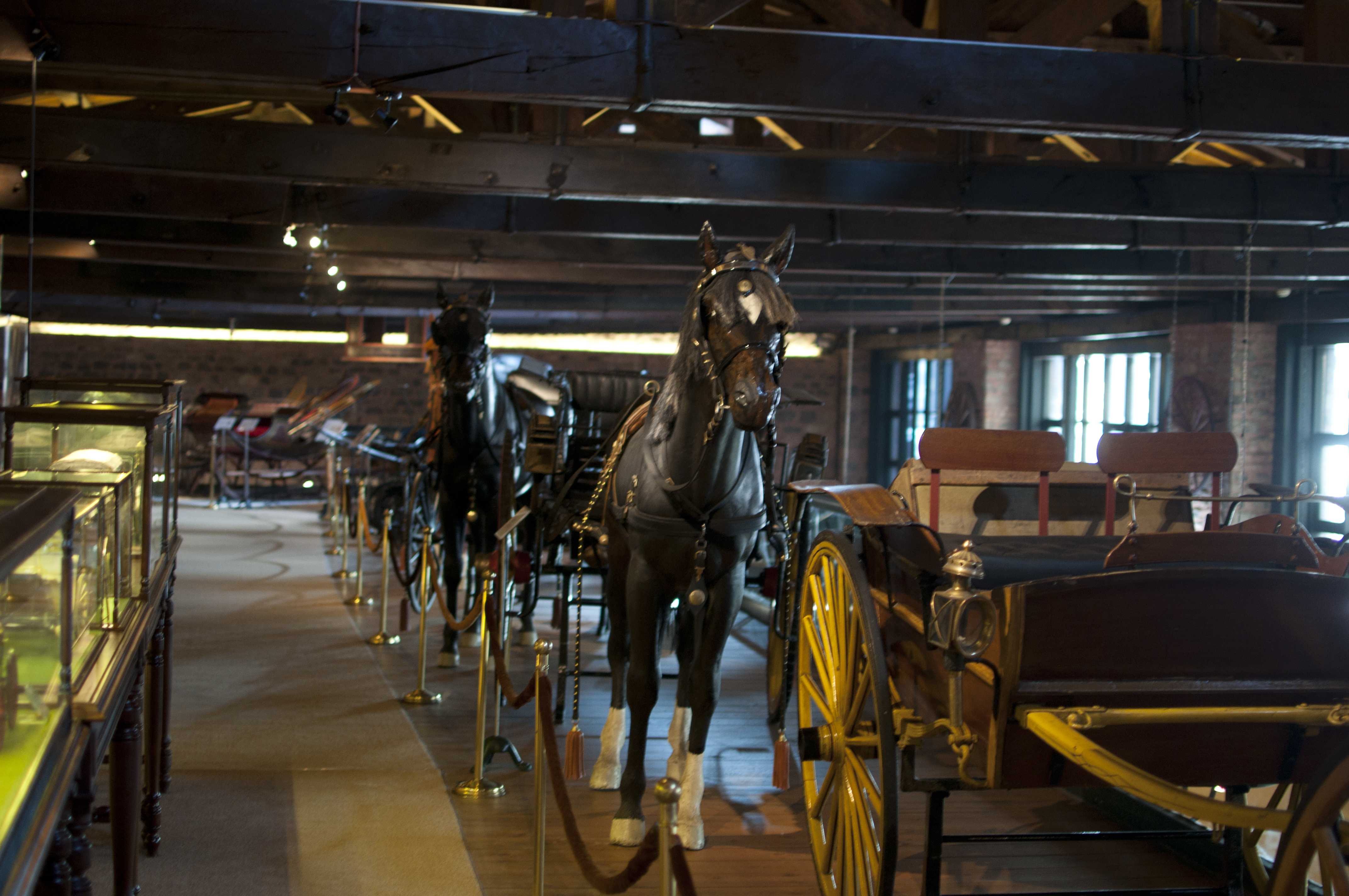
Transport hypomobile
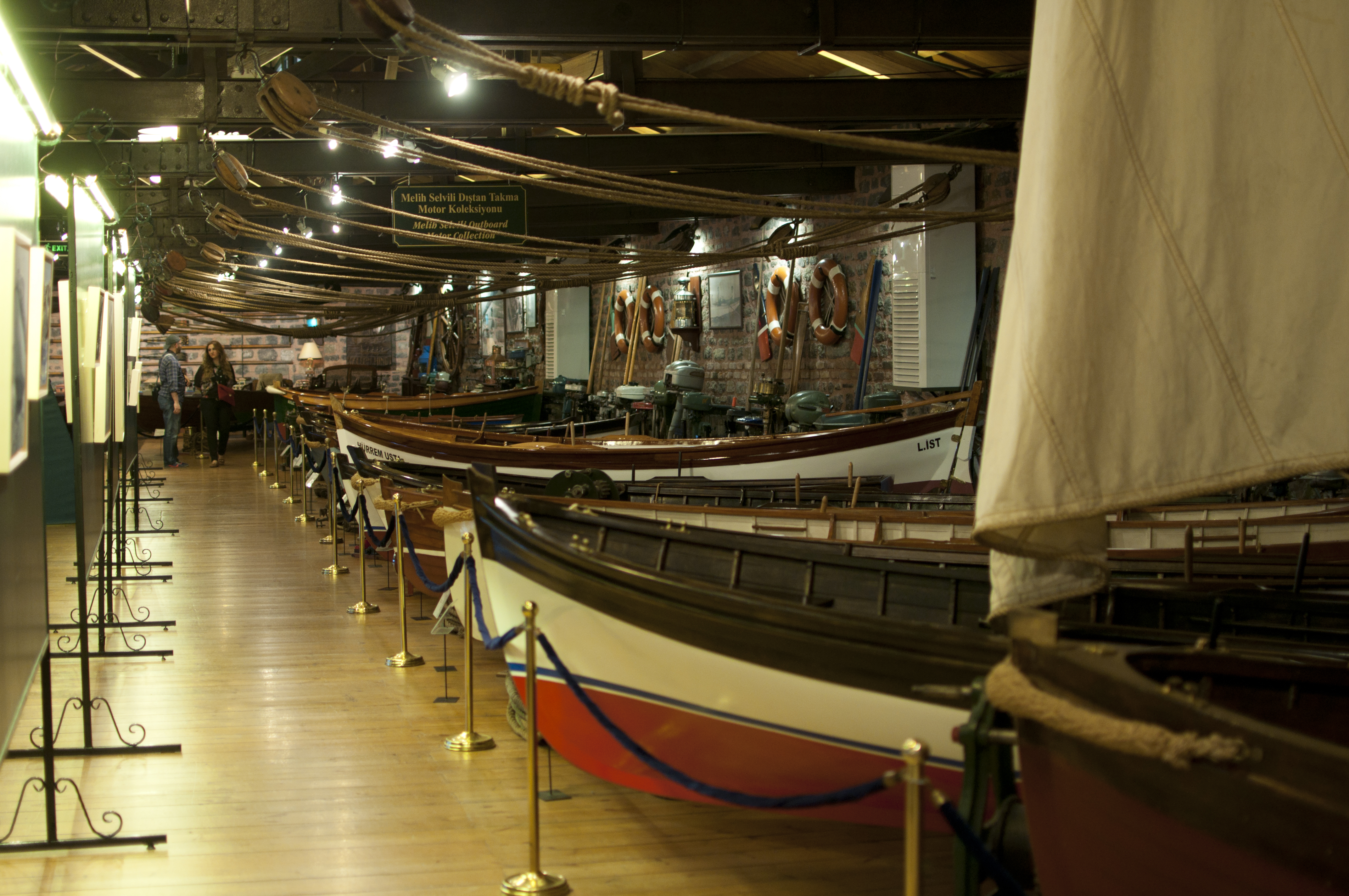
Galerie  marine
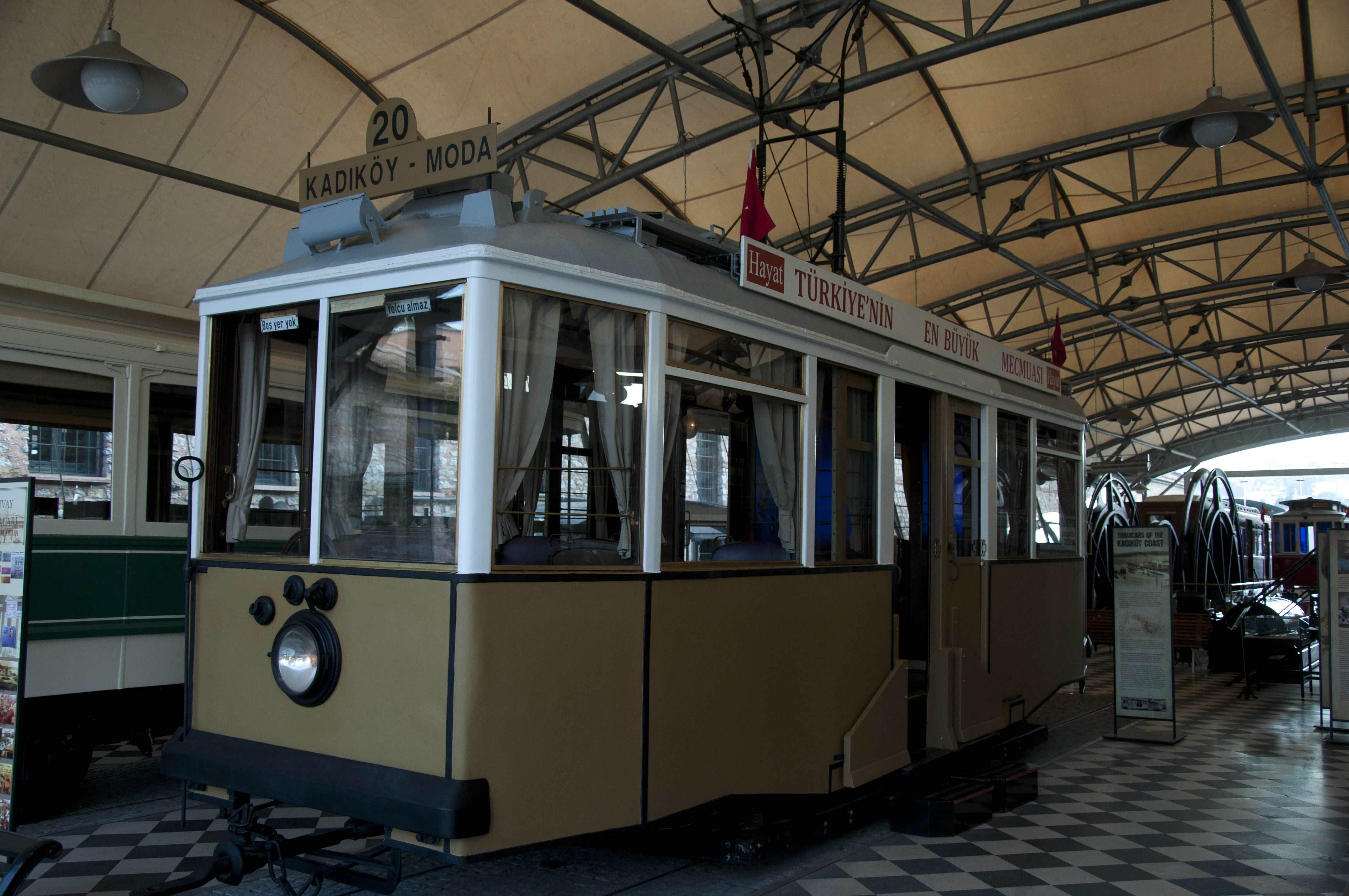
Tramway
Intérieur du train impérial d'Abdülaziz
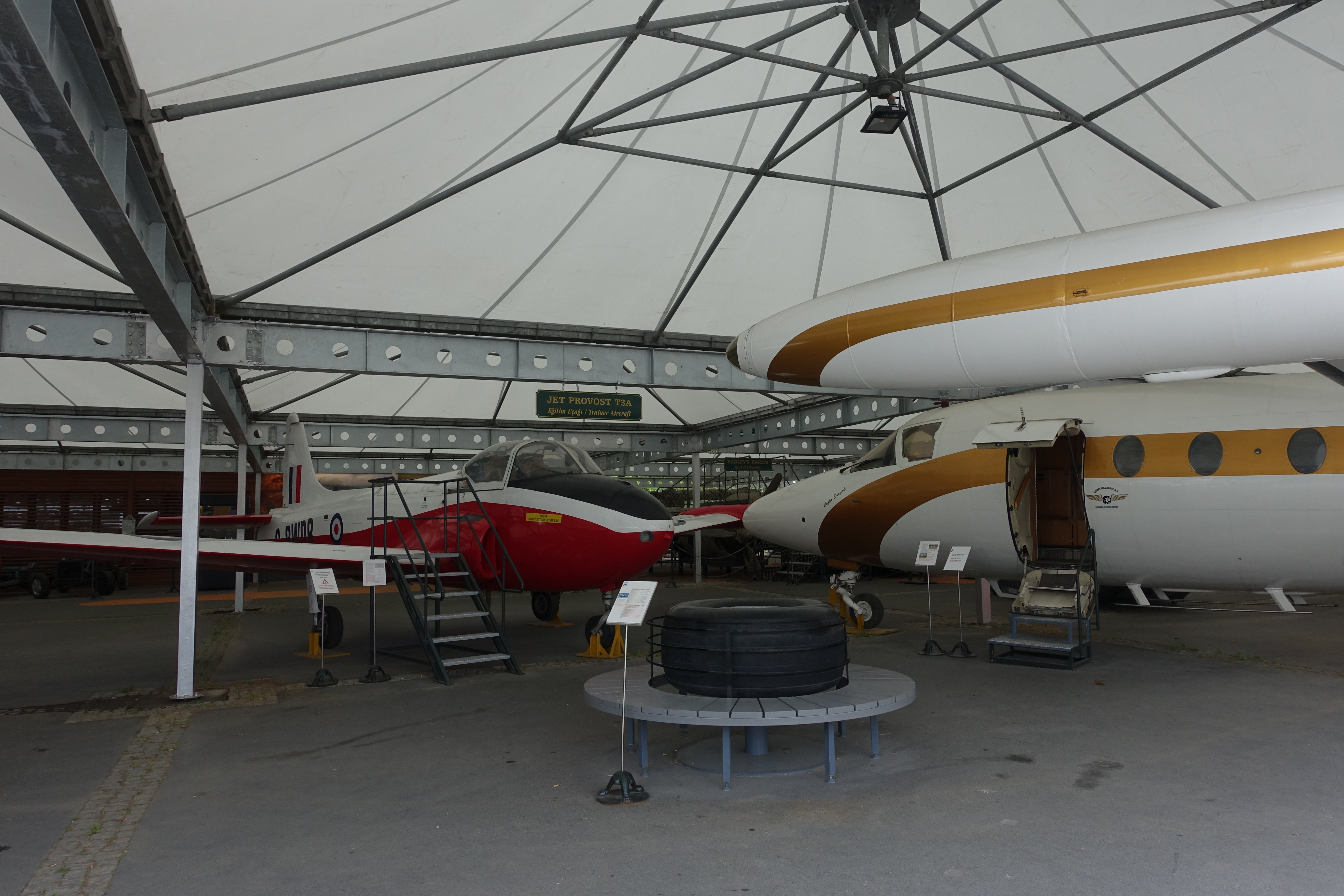
Zone de l'aviation